# German Gref
 (juin 2016).
Si vous disposez d'ouvrages ou d'articles de référence ou si vous connaissez des sites web de qualité traitant du thème abordé ici, merci de compléter l'article en donnant les références utiles à sa vérifiabilité et en les liant à la section « Notes et références ».
German Oskarovitch Gref (Герман Оскарович Греф) ou Hermann Gräf en allemand, né le 8 février 1964 à Panfilovo, en RSS kazakhe, est un homme politique russe, ancien ministre du Développement économique et du Commerce (mai 2000-septembre 2007) de la fédération de Russie. Il est maintenant président de la Sberbank. Il est le fondateur du Centre de développement stratégique.
Il a le grade civil de conseiller d'État effectif de la fédération de Russie de 1re classe.

## Biographie

### Premières années
Il naquit dans une famille Russe allemande déportée en 1941 du Donbass au Kazakhstan par Staline.
- 1981-1982 : consultant juridique.
- 1982-1984 : service militaire.
- 1990 : diplômé de la faculté de droit d'Omsk.
- 1990-1993 : doctorat de droit et enseignant de la faculté de droit de l'Université de Léningrad.

### Carrière juridique
- 1991 : consultant juridique du comité du développement économique de Pétrodvorets à Saint-Pétersbourg, vice-président du comité en 1992.
- 1994 : directeur du département des biens immobiliers de Saint-Pétersbourg.
- 1997 : vice-gouverneur de Saint-Pétersbourg.
- 1998 : vice-ministre des Biens immobiliers de la fédération de Russie.
- 1999 : membre du collège du comité fédéral des marchés financiers.

### Membre du gouvernement
German Gref est nommé ministre du Développement économique dans le gouvernement de Mikhaïl Kassianov, sous la présidence de Vladimir Poutine, en mai 2000, fonction à laquelle sera rajoutée celle de ministre du Commerce. Il est avec Alexeï Koudrine, ministre des Finances, à l'origine de la création du fonds de stabilisation de la fédération de Russie. Il est favorable à l'entrée de la Russie dans l'Organisation mondiale du commerce. Lorsque Viktor Zoubkov, remplaçant Mikhaïl Fradkov, est nommé Premier ministre, il prend la tête de la Sberbank en septembre 2007.

### Autres activités
Il est membre du conseil d'administration du Forum économique mondial.

### Vie privée
German Gref est marié en secondes noces avec Yana, designer. La cérémonie eut lieu dans une salle du palais de Peterhof. Il a une fille en 2006. D'un premier mariage, il a un fils, Oleg, qui a terminé ses études de droit à Saint-Pétersbourg en 2004 et qui a continué ses études en Allemagne. Il a un frère aîné, Evgueny, industriel à Omsk et une sœur, Elena, pédiatre.
Il parle couramment l'allemand, aime Goethe, Heidegger et l'expressionnisme allemand.